# Severny (cépage)
Pour les articles homonymes, voir Severny.
Le severny N (Северный, « nordique » en russe), est un cépage noir récent (1936) d'origine russe. Son nom est aussi transcrit servernyi, severnii, ou siewiernyj.
Il s'agit du résultat d'un croisement interspécifique entre le Seianetze Malengra et Vitis amurensis. L'hybride a été obtenu en 1936 à l'Institut de recherche sur la vigne de Rostov-sur-le-Don en Russie.
Il s'agit d'une variété très résistante au gel, du fait des gènes venant de Vitis amurensis.
La variété a été importée aux États-Unis dans l'American Viticultural Area de Finger Lakes, au sud du lac Ontario.
Des hybridations utilisant le severny ont été conduites, afin de créer d'autres variétés résistantes au froid. Ces variétés sont par exemple le cabernet severny ou le saperavi severnyi, cépage issu du croisement de severny × saperavi, ayant lui-même conduit au Bronner en Allemagne.